# Franco Reither

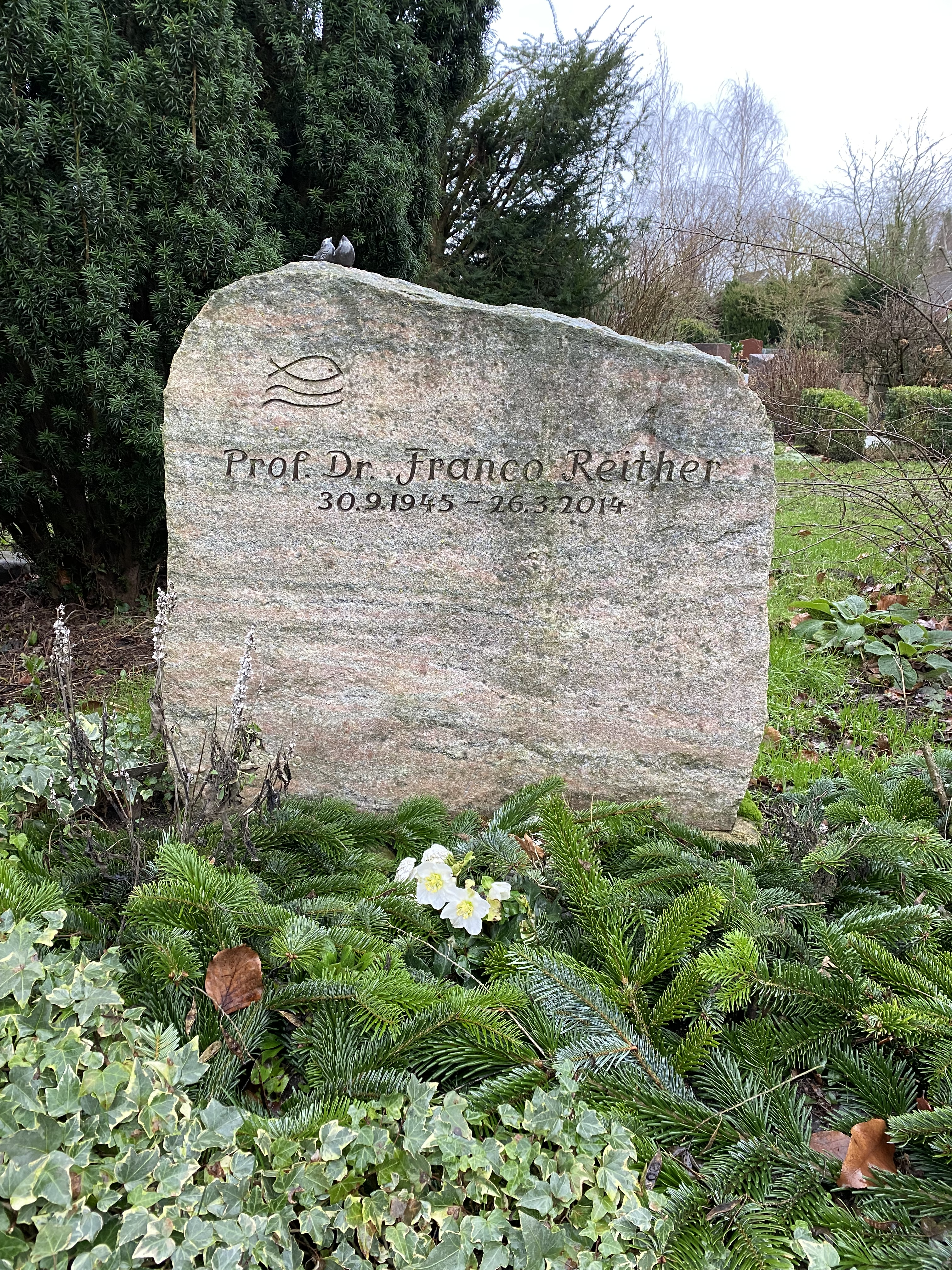
Grabstätte auf dem Friedhof Bergstedt

Francesco Edoardo Reither (* 30. September 1945; † 26. März 2014) war ein deutscher Wirtschaftswissenschaftler und Hochschullehrer an der Helmut-Schmidt-Universität in Hamburg.
Reither hatte von 1993 bis 2010 an der Fakultät für Wirtschafts- und Sozialwissenschaften die Professur für Allgemeine Volkswirtschaftslehre inne.
Er ruht auf dem Hamburger Friedhof Bergstedt.

## Schriften (Auswahl)
- Produktivitätsfortschritt bei 'sticky prices' – Zur Rolle der  Geldpolitik im Catch Up-Prozeß, in: Rolf H. Hasse und Gudrun Peschutter (Hg.), Europäische Union: Ökonomie, Institutionen und Politik,  Bern (Haupt) 2006.
- A Monetary Policy Strategy for the European Central Bank, in: Rolf Caesar und Hans-Eckart Scharrer (eds.), European Economic and Monetary Union: Regional and Global Challenges, Baden-Baden (Nomos) 2001.
- Ein Ordnungsrahmen für die Zentralbank: Barro und Gordon 15 Jahre später, in: Hamburger Jahrbuch für Wirtschafts- und Gesellschaftspolitik 43, 1998 (zusammen mit Silvia Marengo), S. 147–167.
- Geldpolitische Koordination in einer Währungsunion, in: Hamburger Jahrbuch für Wirtschafts- und Gesellschaftspolitik 38, 1993, S. 49–63.
- Aktienkursdynamik und monetäre Wechselkurstheorie, in: Zeitschrift für Wirtschafts- und Sozialwissenschaften 110, 1990 1, S. 37–53.
- Realzins und Inflation im makroökonomischen Gleichgewicht, in: Kredit und Kapital 20, 1987 3, S. 317–334.
- The Dynamics of Financial Adjustments in an Open Economy and the Effects of Stabilization Policy: A Comment; Journal of Institutional and Theoretical Economics, in: ZgS 142, 1986, S. 438–441.